# Rumble-G
Rumble-G (en hangul, 럼블지) es un grupo femenino surcoreano formado por Winner Zone Entertainment. Debutaron el 14 de julio de 2021 con el sencillo Roopretelcham El grupo debutó inicialmente con 4 miembros: Didi, Gayun, Barum e Ian. Pero el 19 de noviembre del 2021 Winner Zone Entertainment informó que la integrante IAn (Son Haeun), dejaría el grupo por problemas de salud.

## Historia

### 2021: Roopretelcham
El 14 de julio, Rumble-G publicó su primer sencillo con el nombre de Roopretelcham, consta con una canción y tiene como duración de 6 minutos, para la canción principal una de las compositoras fue DiDi. Tiempo después Winner Zone Entertainment confirma la salida de la integrante IAn (Son Haeun) por problemas de salud.

### 2022: Every Other
El 16 de febrero, Rumble-G publicó su segundo sencillo llamado Every Other, consta con 2 canciones Every Other y Dear Hope, y tiene como una duración de 19 minutos. El grupo comenzó a promocionar el día siguiente en M! Countdown de la cadena Mnet.

## Miembros
| Integrantes      | Integrantes      | Integrantes          | Integrantes                     | Integrantes         | Integrantes                             |
| Nombre artístico | Nombre artístico | Nombre de nacimiento | Fecha de nacimiento             | Lugar de nacimiento | Posición                                |
| Romanización     | Hangul           | Nombre de nacimiento | Fecha de nacimiento             | Lugar de nacimiento | Posición                                |
| ---------------- | ---------------- | -------------------- | ------------------------------- | ------------------- | --------------------------------------- |
| Didi             | 디디             | Su Nadi Soe          | 16 de enero de 1998 (24 años)   | Myanmar             | Líder, rapera principal y vocalista     |
| Gayun            | 가윤             | Kim Gayun            | 2 de febrero de 1999 (23 años)  | Corea del Sur       | Vocalista, rapera y bailarina principal |
| Barum            | 바름             | Jang Ki-eun          | 22 de febrero de 2000 (23 años) | Corea del Sur       | Vocalista principal y bailarina         |